# Mini-München
Mini-München ist ein Planspiel in Form einer Kinderstadt. Das große Stadtspiel fand unter dem Namen Mini-München zum ersten Mal im August 1979 zum Internationalen Jahr des Kindes statt und findet seither alle zwei Jahre, drei Wochen lang ab der ersten Ferienwoche der Sommerferien in München statt. Mit ähnlichen Konzepten arbeiten Spielstädte und Kinderstädte weltweit, so zum Beispiel in Österreich, Dänemark, Luxemburg, Schweiz, Ägypten, Italien und Japan.
Im Spiel und in einer gebauten kleinen Stadt mit allen notwendigen Einrichtungen, die es zu einem komplexen Stadtspiel braucht, beleben die Kinder ihre Stadt, gehen verschiedenen Berufen nach, verhandeln politische Fragen, studieren, treffen sich, gehen einkaufen, essen oder ins Kino. Das Spiel wird unter anderem von der Landeshauptstadt finanziert. Es gilt als eines der bekanntesten kulturpädagogischen Projekte in Deutschland.
2014 fand Mini-München das erste Mal auf dem Gelände der Zenith-Halle (Freimann) statt. Im Sommer 2016 beteiligten sich an den 15 Spieltagen rund 32000 Kinder an dem Projekt.

## Regeln

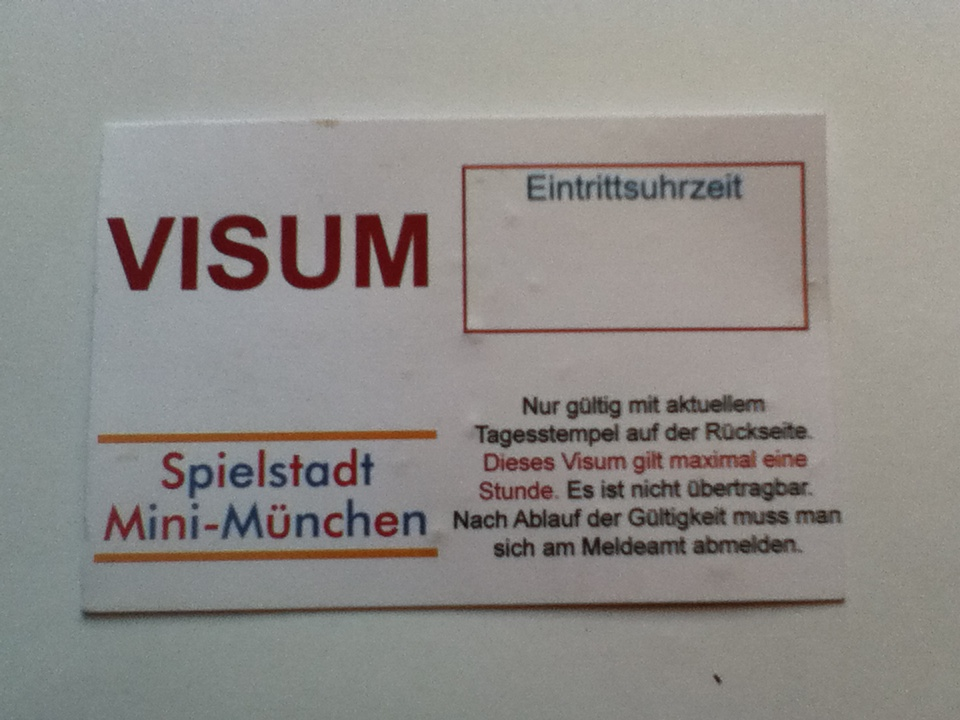
Elternvisum

Mini-München ist eine Kinderstadt. Dort spielen Kinder zwischen 7 und 15 Jahren. Zu Beginn des Spiels füllen alle Mitspieler einen Mitspielausweis aus, in dem viele Spielstadttätigkeiten eingetragen werden können. Es gibt ein Arbeitsamt, bei dem man sich nach der ersten Spielstunde für eine Arbeit bewerben kann (Davor läuft die Bewerbung direkt beim Unternehmen). Für ein Studium in der Hochschule gibt es einen extra Schalter, an dem zu bestimmten Uhrzeiten Studienplätze vergeben werden. Arbeiten und Studieren in der Spielstadt werden mit MiMüs, der Währung in Mini-München, entlohnt.
Ein Arbeitsplatz gilt immer nur für einen Tag, am nächsten Tag muss man sich eine neue Karte holen. Eine Ausnahme bildet die grüne Arbeitskarte, mit der man sich einen verantwortungsvollen Job für den nächsten Tag sichern kann. Nach der Arbeits- oder Studienzeit muss man den Arbeitszettel innerhalb einer halben Stunde einer Bank vorlegen, um den erworbenen Verdienst in der fiktiven Währung MiMü ausgezahlt zu bekommen. Geschieht das nicht innerhalb dieser halben Stunde, so „verjährt“ die Arbeitskarte. Wenn man sich nicht an die Spielregeln hält, kann man schlimmstenfalls der Spielstadt verwiesen werden (z. B. bei Diebstahl).

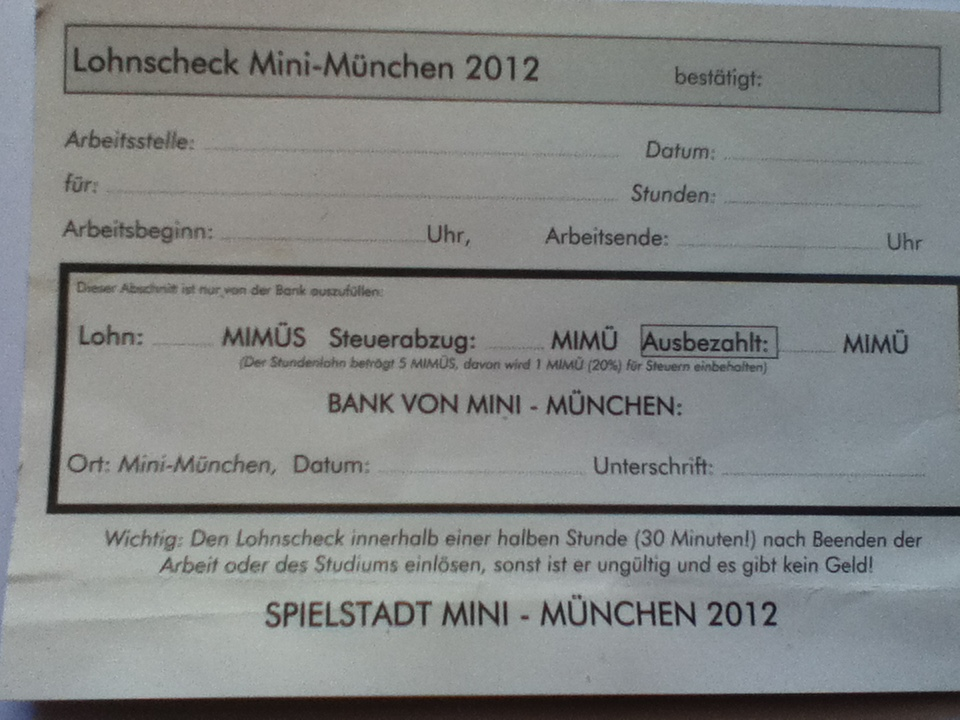
Lohnscheck

Erfahrungsgemäß finden sich die Kinder schnell in der Spielstadt zurecht. Es gibt aber immer wieder Eltern, die dies ihren Kindern nicht zutrauen und die deshalb in das Spiel eingreifen möchten, um ihre Kinder zu unterstützen. Um dies zu verhindern, gibt es in der Spielstadt „elternfreie Zonen“ z. B. vor dem Arbeitsamt. Seit 2012 ist Eltern der Zutritt zur Spielstadt nur mit einem „Elternvisum“ gestattet, das für maximal eine Stunde gilt. Für Eltern gibt es den abgetrennten Bereich "Elterncafe", den sie ohne Elternvisum nicht verlassen dürfen. 

## Vollbürgerschaft
Wer vier Stunden studiert sowie vier Stunden gearbeitet hat und einen erfolgreich absolvierten „Zoffkurs“ vorweisen kann, darf die Vollbürgerschaft beantragen und somit den Vollbürgerschaftstest machen. Als Vollbürger darf man gewählt werden, einen Führerschein machen und erhält weitere Vorzüge. Seit 2018 ist es allen Bürgern erlaubt zu wählen, um das Machtmonopol der Vollbürger auf die Mini München Politik zu mindern. Eine einmal erworbene Vollbürgerschaft wird auch in den nächsten Jahren anerkannt. Insgesamt sind seit 1979 über 10.000 Kinder zu Vollbürgern von Mini-München geworden.

## MiMü
Die Währung, die sogenannten MiMüs, ist Spielgeld. Sie gelten immer nur für eine Spielsaison und werden jedes Mal neu gestaltet. Das Design des Sonderscheins der Spielsaison wird durch einen Wettbewerb für Kinder bestimmt. Auf jedem Schein steht seit 2006 Ehrlich währt am längsten. 

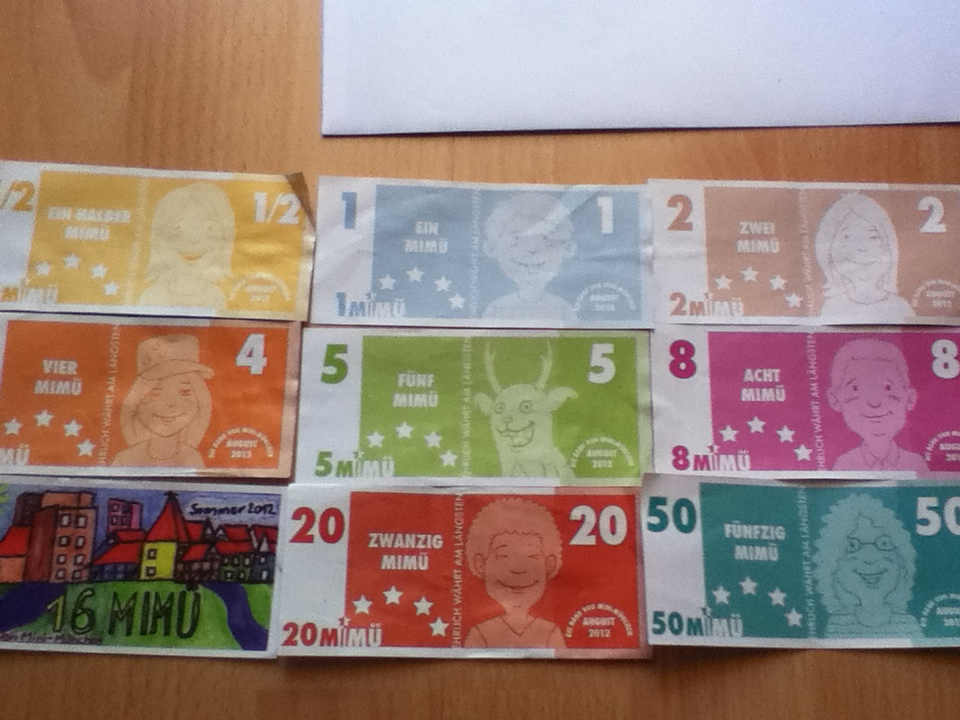
Mimü-Scheinsatz des Jahres 2012

Pro Stunde verdient man fünf MiMü, jedoch muss ein Mimü als Steuer gezahlt werden, so dass es letztlich vier MiMü pro Stunde sind. Die MiMüs werden von der Zentralbank ausgegeben und verwaltet. Im Jahr 2020 gab es zudem digitale MiMüs mit welchen man bezahlen konnte. Dies war durch ein Überweisungssystem möglich somit könnte man auch Geld zwischen den Bürgern und Betrieben überweisen.

## Arbeits- und Studienkarten
In Minimünchen gibt es verschiedene Karten, die neben den Lohnschecks bei der Bank abgegeben werden müssen, um seinen Lohn zu erhalten. Diese sind:

### Arbeitskarten
- Rote Arbeitskarte: Sie dient dem Arbeitsamt dazu, eine evtl. gekündigte Stelle schnellstmöglich an ein Kind weiterzugeben.
- Orange Arbeitskarte, Express-Job: Sie werden von den Betrieben selbst bei Bedarf ausgegeben.
- Grüne Karte: Mitarbeiter, die sich als besonders erfolgreich an ihrem Arbeitsplatz bewährt haben, erhalten von ihren Betreuern eine grüne Arbeitskarte. Mit dieser ist der Arbeitsplatz gesichert und man erhält die Berechtigung, die Spielstadt 15 Minuten vor den anderen Kindern, also um 9:45h zu betreten.

### Studienkarten
- Blaue Studienkarte: Auf dieser Karte werden die Hochschulkurse eingetragen. Der Professor unterschreibt sie, damit man seinen Lohn bei der Bank abholen kann.
- lila Professorenkarte: Professoren, die an der Comenius-Hochschule einen Kurs halten, erhalten diese Karte. Wie Professor bezahlt werden sollten, ist eine der ewigen Debatten von Mini München (nur Unterrichtszeit? Vorbereitungszeit? Wie viel Vorbereitungszeit?) und ändert sich gerne von Saison zu Saison. Bei Abgabe der Karte bei der Bank werden sie nach den aktuell gegebenen Regeln bezahlt.

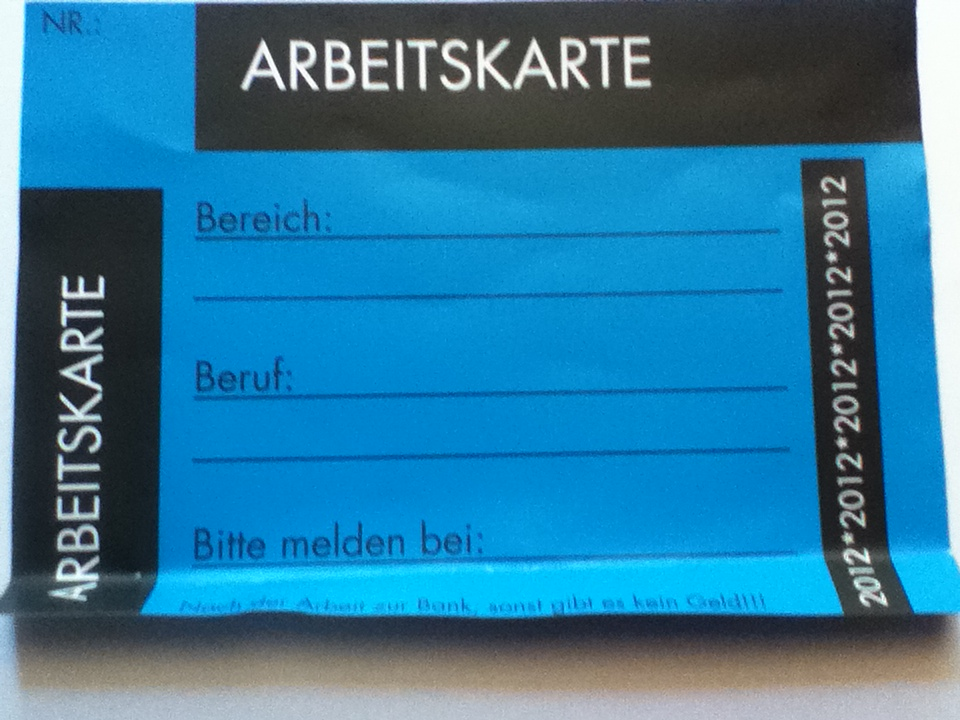
Arbeitskarte
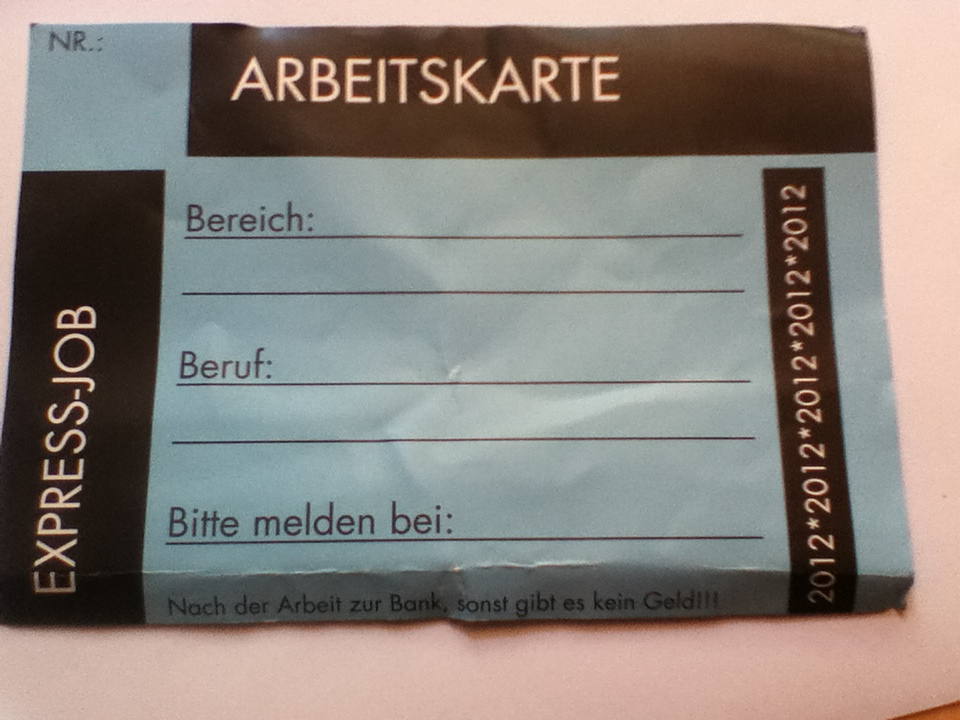
Express-Job
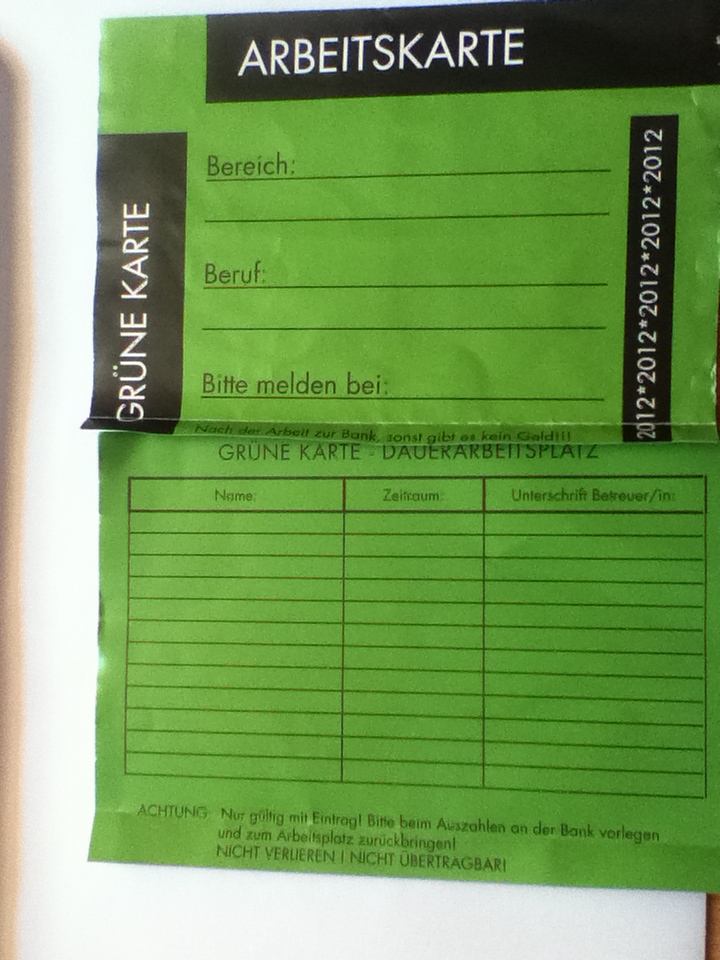
Grüne Arbeitskarte
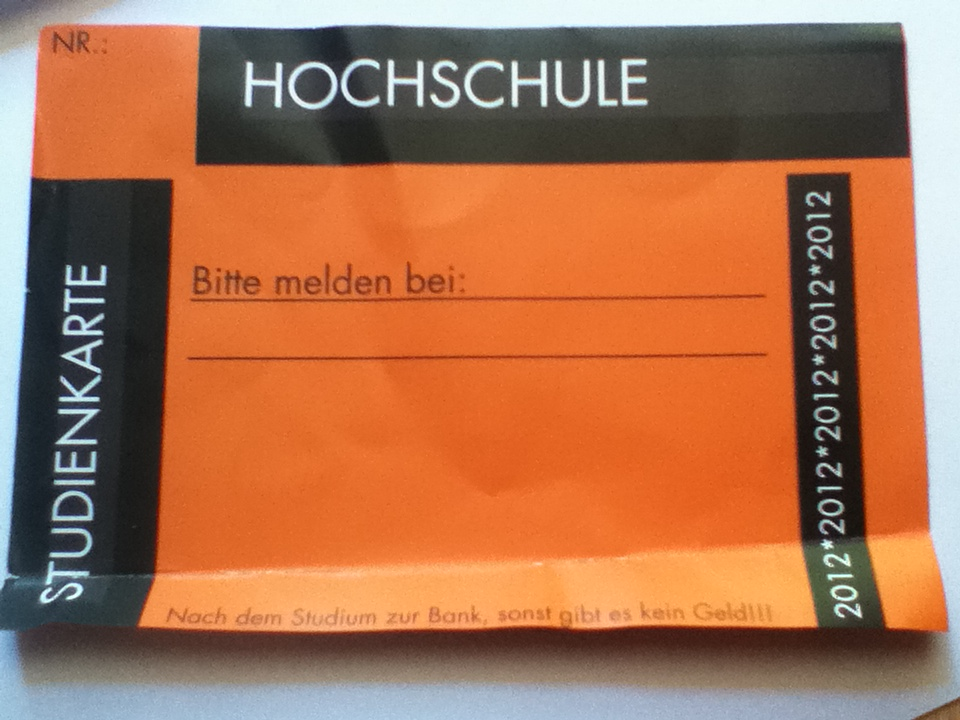
Vorderseite Studienkarte
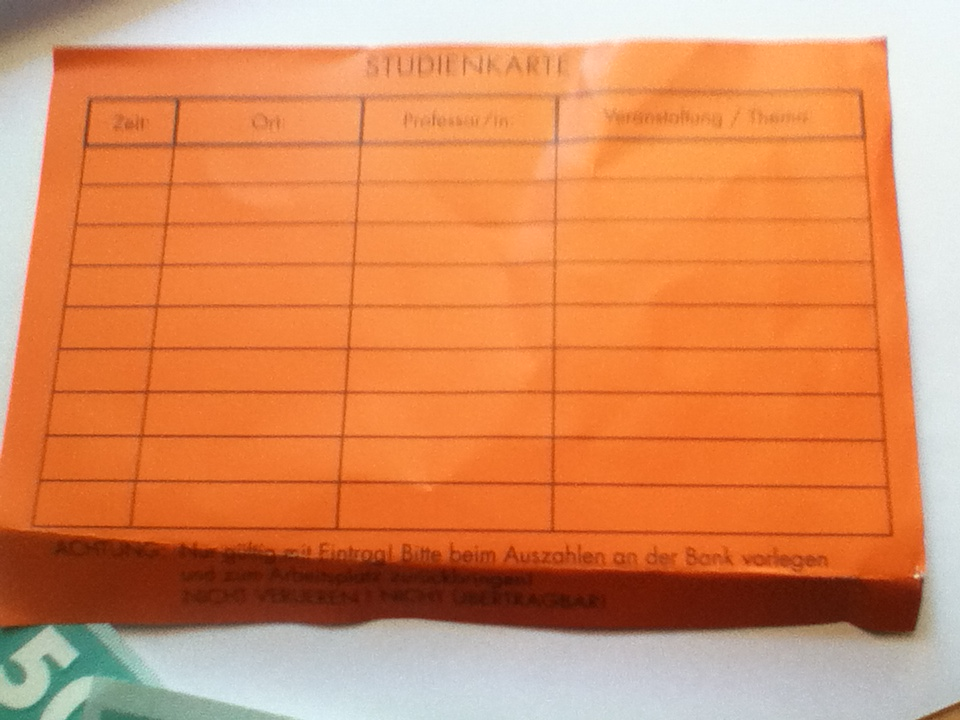
Rückseite Studienkarte
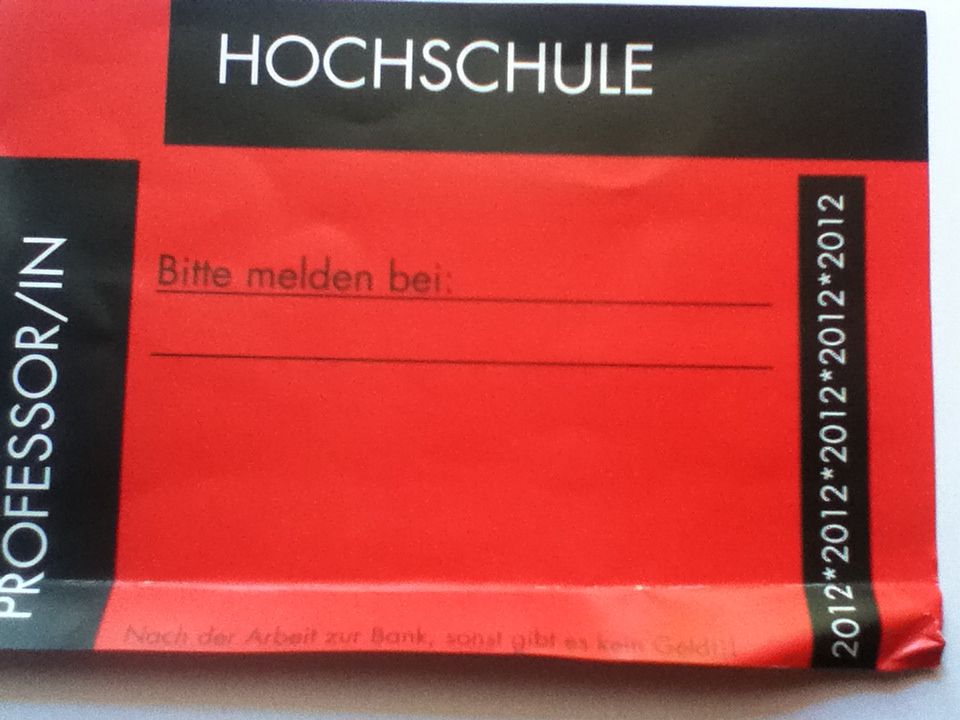
Vorderseite Professorenkarte
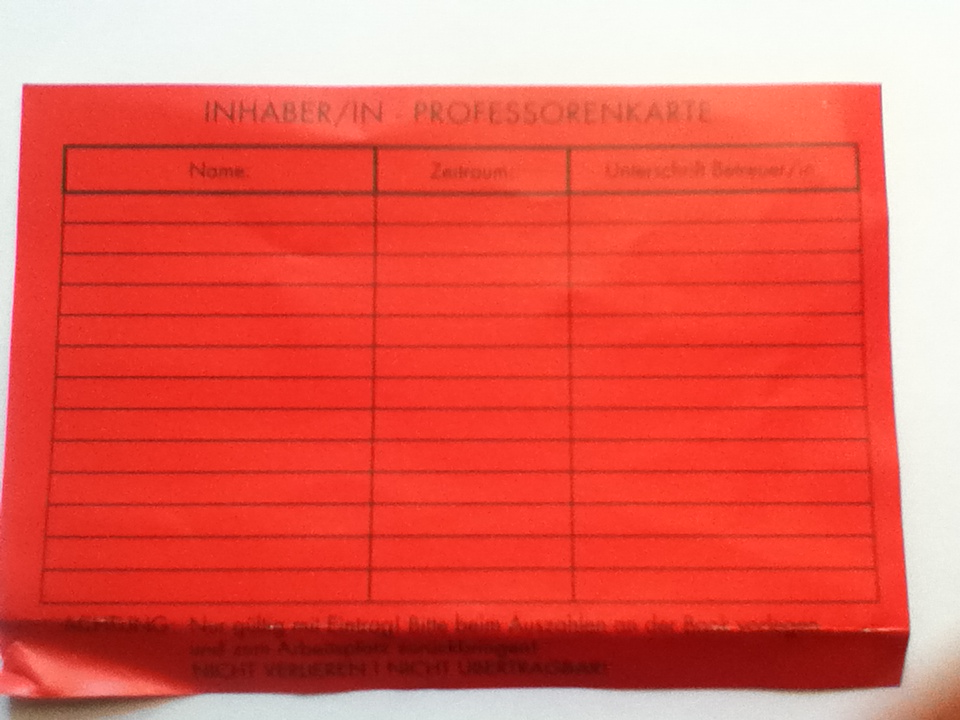
Rückseite Professorenkarte

Der Handel mit Arbeits- und Studienkarten ist verboten und gilt als Straftat

## Ort
Mini-München fand ab 1979 im Olympiapark in unterschiedlichen Gebäuden (2008 und 2010: Event Arena) und 1984 und 1986 in den Moll-Hallen statt. 2014 und 2016 fand das Stadtspiel in der Zenith-Halle, dem Spiegelzelt und dem Kesselhaus im Stadtteil Freimann statt. 2018 kehrte Mini-München auf das Gelände der 2015 abgerissenen Event Arena zurück. Erstmals stand damit für das Projekt keine Halle zur Verfügung, weshalb eine Zeltstadt für die Spieldauer aufgebaut wurde. 2020 fand das Spiel aufgrund der COVID-19-Pandemie an 40 verschiedenen Standorten, die über München verteilt waren, statt. Im Jahre 2022 fand Mini-München im Showpalast München statt.

## Betriebe
In Mini-München gibt es folgende Betriebe (Stand 2014):
| Betrieb                                   | Beschreibung | Ort                      |
| ----------------------------------------- | --- | ------------------------ |
| Bauhof                                    | Der Bauhof beschäftigt Bauarbeiter, die unter anderem die Häuser für Grundstücksbesitzer anfertigen. | Außenbereich             |
| Imkerei                                   | Hier wird Kindern theoretisches und praktisches Wissen über Bienen vermittelt. | Außenbereich             |
| Buslinie                                  | Die Mini-Münchner Busgesellschaft betreibt eine regelmäßige Busverbindung durch Mini-München mit mehreren, teils von den Kindern selbst gebauten, Bussen aus Holz. | Außenbereich             |
| Fun-Fit                                   | Bietet den Kindern die Möglichkeit, sich vielfältig sportlich zu beschäftigen. | Zenith-Halle, Außbereich |
| Holzschnitzer                             | Die Holzschnitzer schnitzen, wie der Name schon verrät, Holz. | Außenbereich             |
| Jahrmarkt                                 | bietet den Kindern die Möglichkeit, Geld durch Geschicklichkeits- sowie Glücksspiele zu verdienen | Außenbereich             |
| Einwohnermeldeamt, Start und Haupteingang | hilft neuen Bürgern, bietet Stadtführungen an und sorgt für Ordnung beim morgendlichen Einlass. Zudem werden neue Ausweise ausgestellt, verlorene Ausweise aufbewahrt und Neulingen die Möglichkeit gegeben, mit einer Stadtrallye die Stadt zu erkunden und somit erste Mimüs zu verdienen. Eltern erhalten hier ihr Elternvisum. | Außenbereich             |
| Elterncafé                                | hier können Eltern sowie Kinder Kaffee kaufen. Zudem werden, z. T. von Kindern hergestellte, Snacks wie Sandwiches verkauft. Dem Elterncafé ist das Besucherzentrum angeschlossen, ein Zelt mit Sitzplätzen für Eltern, die dort warten, während ihre Kinder die Spielstadt besuchen.                                              | Außenbereich             |
| Stadtinformation                          | bietet eine Garderobe, ein Fundbüro und dient allgemein als Anlaufstelle bei Problemen (z. B. Kinder suchen Eltern) | Zenith-Halle             |
| Rathaus (Stadtrat)                        | Beschließt mit Bürgern auf Bürgerversammlungen Gesetze, Regelungen und verwaltet die Zuschussanträge. | Zenith-Halle             |
| Finanzamt                                 | Verantwortlich für die Stadtkasse, verteilt Zuschüsse an die Betriebe und kontrolliert diese auch | Zenith-Halle             |
| Bürgerbüro                                | stellt Vollbürgerschaften (siehe Vollbürgerschaft) aus, verlängert diese. | Zenith-Halle             |
| Notariat                                  | siehe Gericht | Zenith-Halle             |
| Gericht                                   | verurteilt Straftäter, verwaltet das Standesamt und führt das Notariat, welches u. a. Schenkungen bearbeitet. | Zenith-Halle             |
| Stadttheater                              | Theater von Mini-München, das auf der Bühne Theaterstücke aufführt | Zenith-Halle             |
| Zoff-Akademie                             | Bildet Richter aus und macht Kurse, die Voraussetzung sind, Vollbürger zu werden (Ausnahme 2012) | Zenith-Halle             |
| Taxizentrale                              | Stellt Führerscheine aus und verwaltet die Taxis | Zenith-Halle             |
| Arbeitsamt                                | verteilt freie Arbeitsplätze an die Kinder, die arbeitslos sind | Zenith-Halle             |
| Schreinerei                               | Bearbeitet Holz und stellt z. B. Kassen oder Bauchläden her | Zenith-Halle             |
| Handwerkerhof                             | hier üben Kinder handwerkliche Tätigkeiten aus | Zenith-Halle             |
| Kino                                      | führt Filme vor und strahlt MüTivi aus | Zenith-Halle             |
| MüTivi                                    | produziert eine Fernsehsendung, die täglich im Kino ausgestrahlt wird | Zenith-Halle             |
| Gärtnerei                                 | Verkauft den Kindern Blumen und Kräuter | Zenith-Halle             |
| Müllabfuhr                                | hält die Stadt sauber | Zenith-Halle             |
| Post                                      | verteilt Briefe in der Stadt, seit 2012 auch Briefe an die „echte“ Welt, sollten die Kinder Briefmarken der deutschen Post mitbringen | Zenith-Halle             |
| Handwerkskammer                           | in speziellen Werkstätten können Kinder hier ihren Gesellenbrief absolvieren | Zenith-Halle             |
| M-Wasserbar                               | Hier können die Kinder, die Durst haben, kostenlos Wasser trinken | Zenith-Halle             |
| Fette Sau                                 | Gasthaus der Stadt Mini-München, seit 2012 mit Bedienung | Kohlebunker              |
| Bäckerei                                  | Hier werden frische Brezen und Semmeln gebacken und verkauft | Kohlebunker              |
| Bio-Milch-Bar                             | Die Bio-Milch-Bar bereitet frische Getränke unter Verwendung von Bio-Zutaten zu. | Kohlebunker              |
| Polizei                                   | kümmert sich um die Sicherheit in Mini-München | Zenith-Halle             |
| MiMüz                                     | Stadtzeitung, siehe MiMüZ | Zenith-Halle             |
| Architekturbüro                           | plant Bauvorhaben der Stadt | Zenith-Halle             |
| Botschaft                                 | Aufenthaltsort der internationalen Gäste, z.B: aus Österreich, Italien oder Indien | Zenith-Halle             |
| Radio Mikro                               | hier gestalten Kinder ihre eigene Radiosendung, die dann am Folgetag in der Warteschlange abgespielt wird | Zenith-Halle             |
| MiMep                                     | das MiMep (Mini-Münchner Einkaufsparadies) ist das Kaufhaus, das u. a. T-Shirts, CDs und weitere Artikel verkauft | Zenith-Halle             |
| Fashion Lab                               | designt Mode | Zenith-Halle             |
| Hochschule                                | Hier können Kinder eine Vielzahl Themen studieren, die Vorträge werden Großteils von Kindern, aber auch von Erwachsenen gehalten | Kesselhaus               |
| Forschungszentrum                         | Hier befinden sich Labore aus den Bereichen Chemie, Physik und Biologie, in denen die Kinder studieren können. | Kesselhaus               |
| Fotostudio                                | Hier werden Fotos erstellt und ausgedruckt | Zenith-Halle             |
| Werbebüro                                 | Hier werden Plakate entworfen und gedruckt | Zenith-Halle             |
| Büro für Gestaltung                       | Hier werden Objekte wie z. B. Möbel entworfen und Modelle gebaut | Zenith-Halle             |
| Bank                                      | dort kann der Lohn abgeholt werden, es können Sparbücher angelegt und Geldkarten beantragt werden. | Kohlebunker              |
| Kunst-Akademie                            | hier malen die Kinder eigene Bilder | Kesselhaus               |
| Comic-Werkstatt                           | hier entsteht ein Mini-München-Comic | Kesselhaus               |
| Pop-Akademie                              | in Kursen wird hier Kindern das Tanzen und Choreographieren beigebracht | Außenbereich             |
| BarriereLos                               | Dieser Bereich prüft die Spielstadt auf Barrierefreiheit und schlägt gegebenenfalls Verbesserungen vor. Außerdem betreibt der Bereich das Cafe Zappenduster, in dem Kinder Einblicke in das Leben von Blinden bekommen. | Kesselhaus               |
| Börse                                     | An der Börse können Aktien der verschiedenen fiktiven Aktiengesellschaften gehandelt werden. Zusätzlich gibt es ein Finanzquiz. | Zenith-Halle             |
| Casino                                    | im Casino wird Roulette und Poker gespielt. | Zenith-Halle             |
| Museum                                    | Exponate aus den vergangenen Jahren werden hier ausgestellt | Außenbereich             |
| Wohlfühl-Oase                             | Massagen und Peelings werden hier angeboten | Zenith-Halle             |
| Online-Redaktion                          | verfasst einen Weblog, welcher unter mini-muenchen-web.info im Internet zu finden ist. | Zenith-Halle             |
| Internetcafé                              | Kindern wird hier die Möglichkeit geboten, im Internet zu surfen | Zenith-Halle             |
| Reisebüro                                 | bietet Stadtführungen durch Mini-München und Ausflüge in die nähere Umgebung | Zenith-Halle             |
| Bücherei                                  | Bücher können hier gelesen und geschrieben werden | Kesselhaus               |
| Spaßfabrik                                | hier werden Spiele erfunden, getestet und gespielt | Zenith-Halle             |

## MiMüZ
Die MiMüZ ist eine Zeitung aus Mini-München, die täglich erscheint. Sie enthält Interviews mit Betreuern, Umfragen, Neuigkeiten und vieles mehr. Sie erscheint immer am Abend und kostet vier MiMü. Erstellt wird die Zeitung durch Teilnehmer des Spiels, die als Redakteure arbeiten.
2018 geriet die MiMüZ in einen Streit mit den anderen Presseeinrichtungen in Mini München, als diese Richtlinien für die Presse in Mini München in Kraft setzten wollten.

## Auszeichnungen (Auswahl)
- 2021: München leuchtet Gold (an Gerd Grüneisl für Mini-München)[8]
- 2023: Golden Cubes-Award der Union Internationale des Architectes[8][9]